# Anorena hyrtacides
Anorena hyrtacides är en fjärilsart som beskrevs av William Schaus 1914. Anorena hyrtacides ingår i släktet Anorena och familjen nattflyn. Inga underarter finns listade i Catalogue of Life.